# Poste italiane
Poste Italiane S.p. A. (с итал. — «Итальянская почта») — итальянский оператор почтовой связи. Помимо предоставления почтовых услуг, Gruppo Poste Italiane предлагает услуги связи, логистические, финансовые и страховые услуги на всей территории Италии.

## История

### 1862—1990
Regie Poste (Королевская почта) была учреждена законом № 604 от 5 мая 1862 года. С 1875 года почтовая служба получила право принимать сберегательные вклады от имени Cassa Depositi e Prestiti, позже это стало важным источником финансирования государственных проектов по развития инфраструктуры Италии; с 1924 года через почтовые отделения начали реализовываться почтово-сберегательные облигации. Королевским указом № 5973 от 10 марта 1889 года Генеральный директорат почт и телеграфов был выделен из состава Министерства общественных работ и тем самым преобразован в Министерство почт и телеграфов. Ему было поручено создать сеть отделений на территории Италии для пересылки и получения почтовых отправлений и телеграмм, совершения и приёма телефонных звонков, а также для осуществления финансовых транзакций и управления активами. Некоторое время они также служили филиалами зарождающейся электрической связи.
В 1924 году, в фашистский период, Министерство почт и телеграфов было переименовано в Министерство связи. Сервисная сеть была расширена за счет приобретения и внедрения новых логистических объектов. В крупных городах были построены новые здания в стиле функционализма.
С развитием телефонии и радиосвязи в состав министерства вошли Государственная компания телефонной связи (ASST) и вновь созданная EIAR (которая впоследствии станет RAI и будет оператором общественного радио и телевидения).

### После 1990 года
В 1994 году почтовая служба была выделена из Министерства почт и телекоммуникаций в государственное предприятие Ente Poste Italiane (EPI), а в 1998 году оно было преобразовано в акционерное общество Poste Italiane SpA. В феврале 1998 года министерство финансов (первый кабинет Проди) назначило Коррадо Пассеру генеральным директором недавно созданной компании. Несмотря на эти преобразования Poste Italiane оставалась убыточной, в период с 1994 по 1999 год государство субсидировало почтовую службу на 9 млрд евро. Среди основных причин убыточности было чрезмерное количество отделений и персонала и невысокое количество отправлений, а также низкий тариф на доставку прессы и некоммерческих печатных изданий. В 1998 году подразделение сберегательных вкладов было преобразовано в дочернюю компанию BancoPosta, вскоре она расширила спектр услуг в обслуживание текущих счетов, выпуск предоплаченных и дебетовых карт, выдачу потребительских и ипотечных кредитов, с 1999 года также начала предоставлять страховые услуги под брандом Poste Vita. К 2001 году было сокращено 10 % сотрудников, и в 2001 году компания впервые за несколько десятилетий получила прибыль.
В ноябре 2007 года был запущен виртуальный оператор сотовой связи PosteMobile на основе сети итальянского филиала Vodafone. К концу 2009 года у него было 1,2 млн абонентов.
В 2011 году Poste Italiane приобрела у UniCredit Banca del Mezzogiorno – MedioCredito Centrale за 136 млн евро. В 2017 году он был продан.
16 мая 2014 года правительство Италии одобрило продажу до 40 % акций Poste Italiane. В 2015 году компания была вынуждена закрыть 455 отделений из-за низкой прибыли.
После размещения акций 27 октября 2015 года Министерство экономики и финансов Италии сохранило за собой 64,696 % акций Poste Italiane. Из этой доли 25 мая 2016 года 35 % акций было передано министерством инвестиционному банку Cassa Depositi e Prestiti (CDP).

## Собственники и руководство
С октября 2015 года акции Poste Italiane котируются на Итальянской фондовой бирже, однако контрольный пакет акций продолжает принадлежать государству: министерству экономики и финансов принадлежит 29,26 % акций, государственному инвестиционному банку Cassa Depositi e Prestiti — 35 %.
- Карло Лонгари (Carlo Longari) — председатель наблюдательного совета с 2019 года[14].
- Мария Бьянка Фарина (Maria Bianca Farina) — председатель совета директоров с 2017 года, до этого возглавляла страховое подразделение[15].
- Маттео Дель Фанте (Matteo Del Fante) = генеральный директор с апреля 2017 года, до этого возглавлял компанию Terna (итальянские электросети)[16].

## Деятельность
По состоянию на 2023 год сеть Poste Italiane насчитывала 12 755 почтовых отделений и 8135 почтоматов, в компании работало 119 тыс. человек.
Подразделения по итогам 2023 года:
- финансовые услуги (BancoPosta) — приём сберегательных вкладов, обслуживание текущих счетов, управление активами, выдача кредитов; 44 % выручки;
- почтовые услуги — доставка корреспонденции и посылок, экспресс-доставка, логистика; 31 % выручки;
- страхование — страхование жизни и другие виды страхования; 13 % выручки;
- платежи и мобильная связь — проводка платежей, электронные деньги, услуги сотовой и стационарной связи; 12 % выручки.

В списке крупнейших публичных компаний мира Forbes Global 2000 за 2023 год Poste Italiane заняла 385-е место.